# Празька архідієцезія
50°05′27″ пн. ш. 14°24′03″ сх. д. / 50.090833333333° пн. ш. 14.400833333333° сх. д.

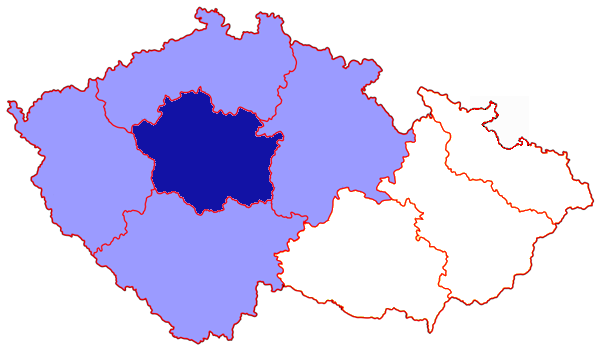
Празька архієпархія (темно-синя) та чеська метрополія (блакитна)

Празька архідієцезія (лат. Archidioecesis Pragensis, черв. Arcidiecéze pražská) — римсько-католицька чеська архідієцезія, з центром у місті Прага, що охоплює центральну частину Богемії. У архідієцезію Праги входять дієцезії Градець-Кралове, Літомержіце, Пльзеня, Чеські Будейовиці. Кафедральним собором архідієцезії Праги є Собор Святого Віта, де перебуває архієпископ, який також є митрополитом чеської митрополії. В цей час архієпископом празьким є примас Чехії Домінік Дука.
Празькі архієпископи мають право на титул Предстоятеля Чеської Республіки. Зараз це титульна гідність («перший серед рівних»), але раніше примас був найважливішим єпископом у країні.
До 28 червня 1972 року Празька архідієцезія формально підпорядковувалась регіону Клодзко.

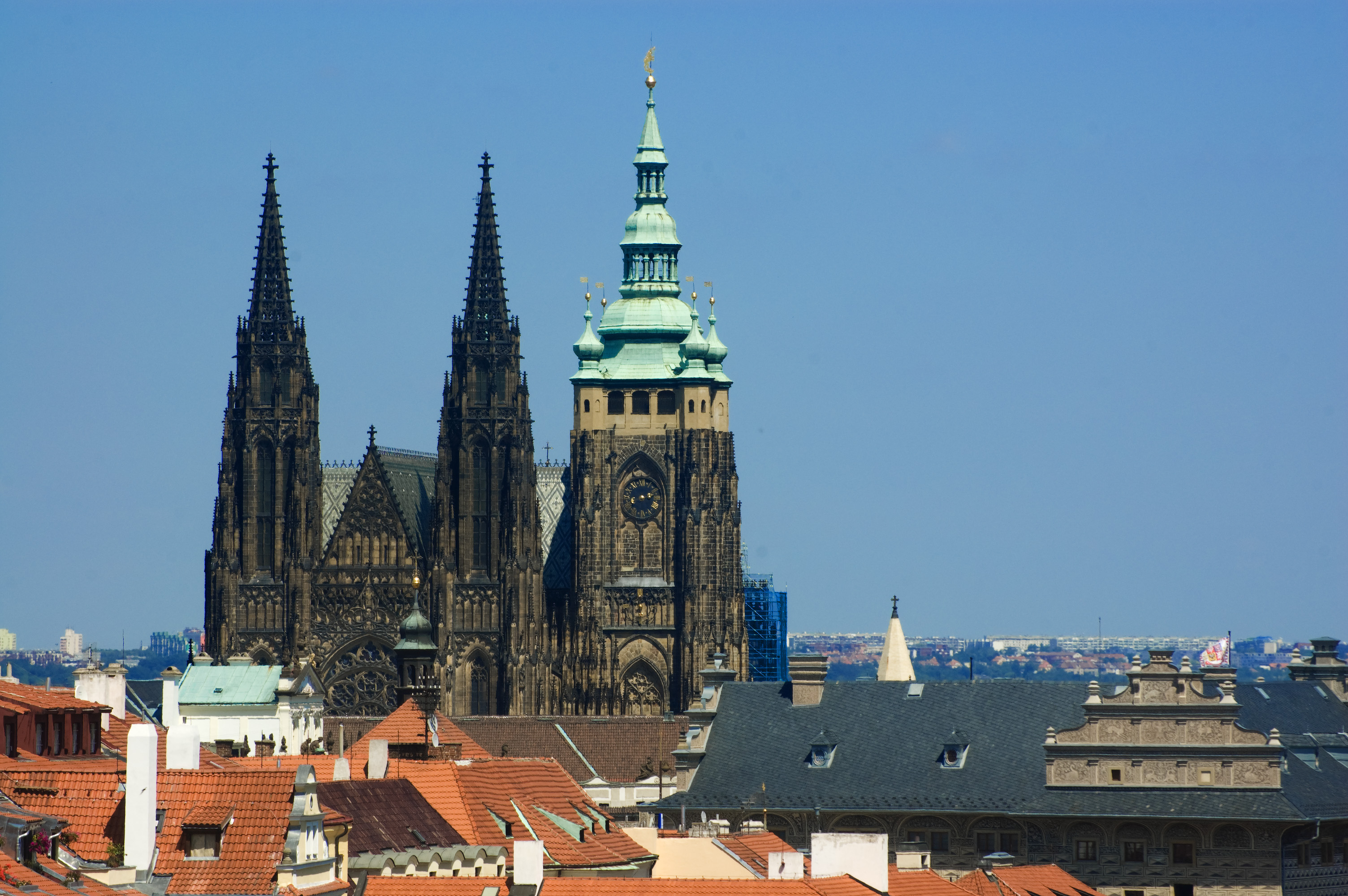
Собор святого Віта

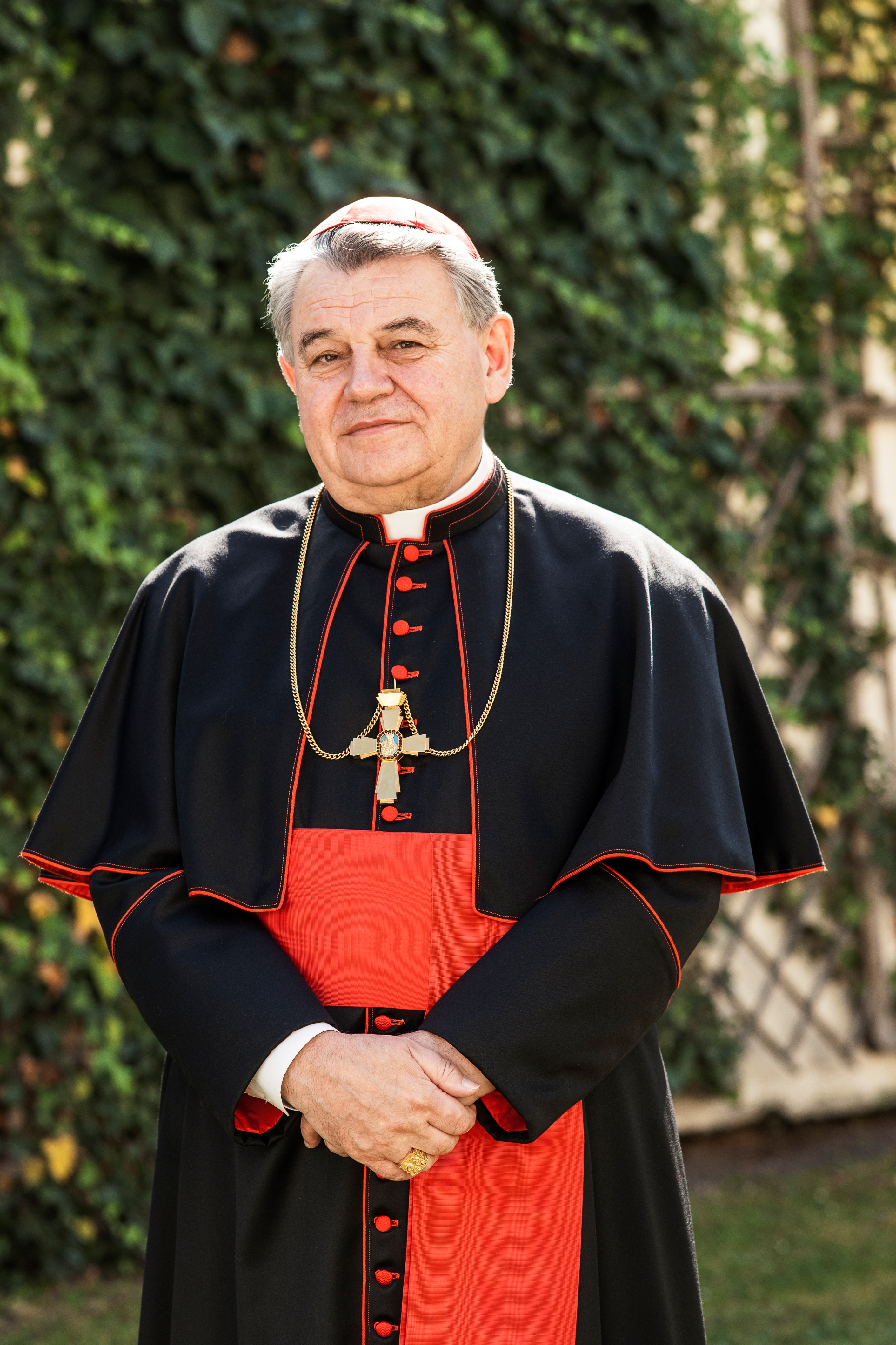
Архієпископ празький Домінік Дука

## Історія

### Від єпархії до архієпархії
В 973 році була заснована єпархія Праги, як перше єпископство в Чехії в 973 р. До цього часу ці райони були підпорядковані Регенсбурзькій єпархії, яка була підпорядкована архієпископству Майнца.
Найвідомішим, особливо в Польщі, єпископом Праги був св. Войцех, покровитель Польщі. З 3 квітня 983 року він очолив Празьку єпархію, попри те, що ще не досяг єпископського віку (30). Приблизно 989 року, через безкомпромісні конфлікти з вірянами він виїхав до Риму, де звільнився з посади єпископа Праги. Від 992 після смерті його наступника, єпископа Falkold, він знову був посланий до Праги архієпископом Майнца Віллігізом. Він також розпочав місіонерську діяльність у Словаччині, завойованій Угорщиною, що призвело до конфліктів із язичницьким судом Арпада. Його суперечка була резонансною на захист рабів-християн, відправлених до мусульманських країн, та їх викуп (слов'янізм тоді був важливим джерелом рабів). Після конфлікту між його родиною Славніковічів та правлячим князем Болеславом II йому довелося залишити Прагу. Потім він залишився при дворі Болеслава I Хороброго, де 23 квітня 997 року був замучений  язичниками прусами.
У 1063 році була зведена друга єпархія в Богемії — Оломоуц, спочатку як єпархія в межах мегаполісу Майнц, а в 1344 році передана Празькій.
30 квітня 1344 року Литовська єпархія відокремилася. Того ж  Празьке єпископство було піднесено до гідності архідієцезії. Суфраганом стали єпископи Литомишля та Оломоуца. Архієпископу було доручено помазувати та коронувати королів Богемії..

### Гуситський розкол

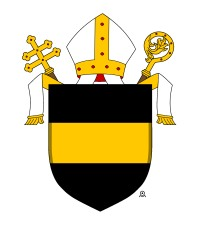
Герб архієпархії

Поширення гуситів спричинило кризу в архієпархії. Празький архієпископ Конрад з Вехти прийняв гуситизм у 1421 році. У квітні 1421 року він прийняв Чотири празькі статті, які відчужували капітул празького собору. Його відсторонили від посади. Празьким єпархіальним адміністратором було призначено єпископа Оломоуця Яна Железного. Однак архієпископ не підкорився рішенню про секуляризацію і почав висвячувати священиків-утраквістів, що у 1426 році закінчилося його відлученням.
Після розколу Празького архієпископства Конрадом з Вехти у 1421—1561 роках місце архієпископа було офіційно вакантним. У той час роль головного судового та адміністративного органу для римо-католицької церкви в Чехії виконував капітул Празького собору.
Літомишльська єпархія у 1474 році була ліквідована, а її територія повернута Празькій архиєпархії.

### Розвиток церкви в Чехії
У 1627 році Празькі архієпископи отримали титул предстоятеля та великі церковні повноваження.
Літомержицька єпархія була створена 3 липня 1655 року на території єпископства, а 10 листопада 1664 року — Градецька єпархія.
У 1729 році в Празі відбулася велика церемонія канонізації покровителя Богемії Яна Непомуцького.
20 вересня 1785 року Була відокремлена частина архієпископства, на території якої була створена Чеськобудейовицька єпархія.

### Новий час
4 листопада 1946 р. архієпископом був призначений Йосип Беран. Він відмовився підкорити церкву комуністичній владі та відлучив о. Йозефа Плойгара, який зрадив Церкву і став однією з найважливіших осіб у партійному апараті. Попри численні тиски влади, архієпископ не скасовував відлучення від церкви. У 1949 р. архієпископ Беран знову потрапив до в'язниці (під час війни він був ув'язнений гестапо), на цей раз комуністичною владою; до 1963 р. утримувався у в'язницях Мукарова (поблизу Праги) та Радванова. Він провів на волі 1963—1965 рр., але було заборонено виконувати обов'язки єпископа. У лютому 1965 року йому було дозволено поїхати до Риму, щоб отримати номінацію кардинала, але йому не дозволили повернутися в країну. Решту свого життя він провів у Римі, де і помер.
Наступний архієпископ, Франтішек Томашек був призначений 30 грудня 1977 року, який також виявився непохитним до комуністичного режиму. Він вступив у конфлікти з владою, борючись проти втручання комуністів у життя Церкви та захищав релігійну свободу. У 1978 році він взяв участь у конклаві, який обирав нового Папу Римського Івана Павла ІІ. Він був одним із двох кардиналів (поруч зі Стефаном Вишинським), якому Іван Павло II не дозволив стати на коліна перед собою під час його інгресу. Він підтримав «Оксамитову революцію», хоча раніше відмовився підписати Хартію 77. Він сприяв поваленню комуністичного режиму в Чехословаччині. 26 березня 1991 року Томашек звільнився через свій вік. На той момент йому було 92 роки і він був найстаршим єпископ на цій посаді.

## Празькі єпископи та архієпископи
Ірландський історик Фома Ірландський в 1349 році в своєму творі «Manipulus florum» склав перший офіційний список празьких єпископів.

### Єпископи Праги

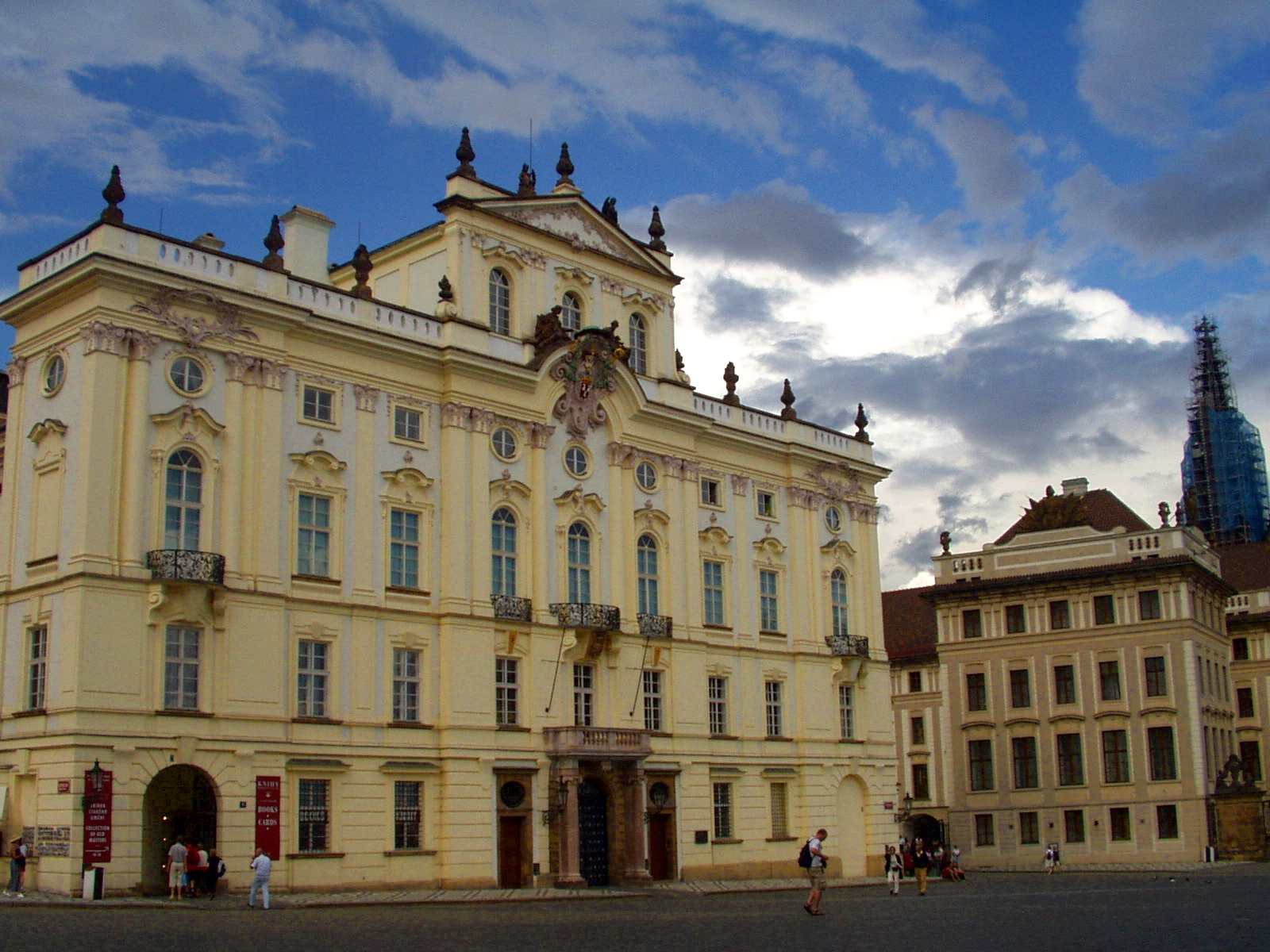
Палац архієпископів Праги

|     | Ім'я                      | Дата єпископства                                |
| --- | ------------------------- | ----------------------------------------------- |
| 1.  | Детмар                    | 973—982                                         |
| 2.  | святий Адальберт Празький | 982—996                                         |
|     | Страхквас                 | 996 (Помер під час освячення в сан єпископа)    |
| 3.  | Деодат                    | 998—1017                                        |
| 4.  | Еккард                    | 1017—1023                                       |
| 5.  | Гіза                      | 1023—1030                                       |
| 6.  | Северій                   | 1030—1067                                       |
| 7.  | Яромир (Гебгарт)          | 1068—1089                                       |
| 8.  | Козьма                    | 1090—1098                                       |
| 9.  | Гержман                   | 1099—1122                                       |
| 10. | Менгарт                   | 1122—1134                                       |
| 11. | Ян I                      | 1134—1139                                       |
|     | Сільвестр                 | 1139—1140 (зрікся від освячения в сан єпископа) |
| 12. | Ота                       | 1140—1148                                       |
| 13. | Даніель I                 | 1148—1167                                       |
|     | Готпольд                  | 1168 (помер під час обрання єпископом)          |
| 14. | Бедржих з Путтендорфа     | 1168—1179                                       |
| 15. | Валентин                  | 1179—1182                                       |
| 16. | Генріх Бржетіслав         | 1182—1197                                       |
| 17. | Даніель II                | 1197—1214                                       |
| 18. | Ондржей                   | 1214—1224                                       |
| 19. | Перегрин з Вартенберка    | 1224—1225                                       |
| 20. | Будіслав                  | 1225—1226                                       |
| 21. | Ян II з Дражиц            | 1226—1236                                       |
| 22. | Бернард Каплірж з Сулевіц | 1236—1240                                       |
| 23. | Мікулаш з Різенбурга      | 1240—1258                                       |
| 24. | Ян III из Дражиц          | 1258—1278                                       |
| 25. | Тобіаш з Бехіне           | 1278—1296                                       |
| 26. | Ржегорж Зайіц из Вальдека | 1296—1301                                       |
| 27. | Ян IV из Дражиц           | 1301—1343                                       |
| 28. | Арношт из Пардубіц        | 1343—1344                                       |

### Архієпископи Праги
|     | Ім'я                                                                             | Дата правління                   |
| --- | -------------------------------------------------------------------------------- | -------------------------------- |
| 1.  | Арношт Пардубице (Arnošt z Pardubic)                                             | 1344-1364                        |
| 2.  | кардинал Ян I Очко з Влашима (Jan Očko z Vlašimi)                                | 1364-1379                        |
| 3.  | Ян Єнштейн (Jan z Jenštejna)                                                     | 1379-1396                        |
| 4.  | Ольбрам з Шкворце (Olbram ze Škvorce)                                            | 1369-1402                        |
|     | Мікулаш Пухник з Черніц (Mikuláš Puchník z Černic)                               | 1402 (умер до назначения)        |
| 5.  | Збинек Газенбурзький (Zbyněk Zajíc z Hasenburka)                                 | 1403-1411                        |
| 6.  | Сигізмунд Альбікус (Sigismund Albicus)                                           | 1411-1412                        |
| 7.  | Конрад з Вехти (Konrád z Vechty)                                                 | 1413-1421                        |
|     | sede vacante                                                                     | 1421-1561                        |
| 8.  | Антонін Брус з Могельніце (Antonín Brus z Mohelnice)                             | 1561-1580                        |
| 9.  | Мартин Медек з Могельніце (Martin Medek z Mohelnice)                             | 1581-1590                        |
| 10. | кардинал Збинек Берка з Дуби (Zbyněk Berka z Dubé)                               | 1592-1606                        |
| 11. | Карл фон Ламберк (Karel Graf von Lamberk)                                        | 1607-1612                        |
| 12. | Ян III Логел (Jan Lohelius)                                                      | 1612-1622                        |
| 13. | кардинал Ернст Адальберт фон Харрах (Arnošt Vojtěch Graf von Harrach)            | 1623-1667                        |
|     | Йоганн Вільгельм Коловрат (Johann Wilhelm Graf von Liebstein von Kolovrat)       | 1667-1668 (помер до призначення) |
| 14. | Матоуш Фердинанд Собек (Matouš Ferdinand Sobek (Zoubek) z Bílenberka)            | 1669-1675                        |
| 15. | Ян Бедржих з Вальдштейна (Jan Bedřich Graf von Waldstein)                        | 1675-1694                        |
| 16. | Ян Йосеф фон Бройнер (Jan Josef Graf von Breuner)                                | 1695-1710                        |
| 17. | Фердинанд фон Хюнбург (Ferdinand Graf von Khünburg)                              | 1713-1731                        |
| 18. | Даніель Йосеф з Майєрна (Daniel Josef Mayer z Mayernu)                           | 1732-1733                        |
|     | Ян Адам Вратіслав з Мітровіц (Jan Adam Vratislav z Mitrovic)                     | 1733 (помер до призначення)      |
| 19. | Іоганн Моріц Густав фон Марденшайд-Бланкенхайм                                   | 1733-1763                        |
| 20. | Антонін Петро Приховський (Antonín Petr hrabě Příchovský z Příchovic)            | 1764-1793                        |
| 21. | Вільгельм Флорентин фон Зальм (Wilhelm Florentin Fürst von Salm)                 | 1793-1810                        |
| 22. | Вацлав Леопольд Хлумчанський (Václav Leopold Chlumčanský z Přestavlk a Chlumčan) | 1815-1830                        |
| 23. | Алоіс Йосеф Краковський (Alois Josef hrabě Krakovský z Kolovrat)                 | 1831-1833                        |
| 24. | Анджей Анквич (Ondřej Alois Ankwicz ze Skarbek-Peslawice)                        | 1834-1838                        |
| 25. | Алоіс Йосеф, Фрайхерр фон Шренк (Alois Josef, Freiherr von Schrenk)              | 1838-1849                        |
| 26. | кардинал Франциск де Паула фон Шенборн                                           | 1850-1885                        |
| 27. | кардинал Франциск де Паула фон Шенборн                                           | 1885-1899                        |
| 28. | кардинал Лев Скребенський                                                        | 1899-1916                        |
| 29. | Павло Гуїн                                                                       | 1916-1919                        |
| 30. | Франтішек Кордач (František Kordač)                                              | 1919-1931                        |
| 31. | кардинал Карел Кашпар                                                            | 1931-1941                        |
| 32. | кардинал Йозеф Беран                                                             | 1946-1969                        |
| 33. | кардинал Франтішек Томашек                                                       | 1977-1991                        |
| 34. | кардинал Мілослав Влк                                                            | 1991-2010                        |
| 35. | кардинал Домінік Дука                                                            | 2010-                            |

- Звичайний єпископ : кардинал Домінік Дука, ОП
- Єпископ- помічник: єпископ Вацлав Малий
- Єпископ-помічник: Зденек Вассербауер
- Старший єпископ: єпископ Карел Гербст, SDB

## Адміністративний поділ
На даний час архієпархія включає 14 деканатів, які розділені на 247 парафій:

### Празький I деканат
- декан: о. Володимир Келнар
- місце: Парафія Богоматері перед Тинцем у Старому місті Праги
- кількість парафій: 23

### Празький II деканат
- декан: Преподобний Мгр. Йозеф Птачек
- місце: св. Якуб Старший у Празі Збраслав
- кількість парафій: 22

### Празький III деканат
- декан: о. ThLic. Інж. Зденєк Вассенбауер, доктор технічних наук
- місце: св. Миколая та св. Вацлав у Празі Вршовіце
- кількість парафій: 19

### Празький IV деканат
- декан: о. JCLic. Магістр Мілош Сабо
- місце: св. Кирила і св. Мефодія в Празі Карліно
- кількість парафій: 18

### Бенешовський деканат
- декан: о. Мартін Джаната
- місце: Порічі над Сазаво
- кількість парафій: 7

### Бероунський деканат
- декан: о. Інж. Магістр Роберт Ганчик
- місце: Бероун
- кількість парафій: 7

### Іоловський декан
- декан: о. MUDr. Мирослав Малий
- місце: Честліце
- кількість парафій: 8

### Кладенський деканат
- декан: о. Ярослав Кучера
- місце: св. Вацлав у Кладно
- кількість парафій: 6

### Колінський деканат
- декан: о. Лібор Булін
- місце: Колін
- кількість парафій: 5

### Подрипський деканат
- декан: о. Мартін Брусіл
- місце: Кралупи над Влтавою
- кількість парафій: 4

### Прібрамський деканат
- декан: о. Індржих Кринк
- місце: св. Якова Старшого в Прібрамі
- кількість парафій: 11

### Деканат Раковник
- декан: о. MUDr. Маг. Теол. Войтех Новак
- місце: Zbečno
- кількість парафій: 4

### Старо-Болеславський деканат
- декан: о. Міхал Прохазка
- місце: Брандис над Лабем — Стара Болеслав
- кількість парафій: 6

### Влашимський деканат
- декан: о. MgA. Магістр Ярослав Конечний
- місце: Vlašim
- кількість парафій: 9

## Меценати
- вул. Вацлава (приблизно 907—929 / 935) — князь Богемії в 921—929 / 935 роках
- вул. Войцеха (бл. 956—997) — чеський католицький священик, єпископ Праги, місіонер, мученик,
- вул. Іоанна Непомука (1350—1393) — сповідниця Софії, дружина чеського короля Вацлава IV Люксембурзького

## Основні храми[6]

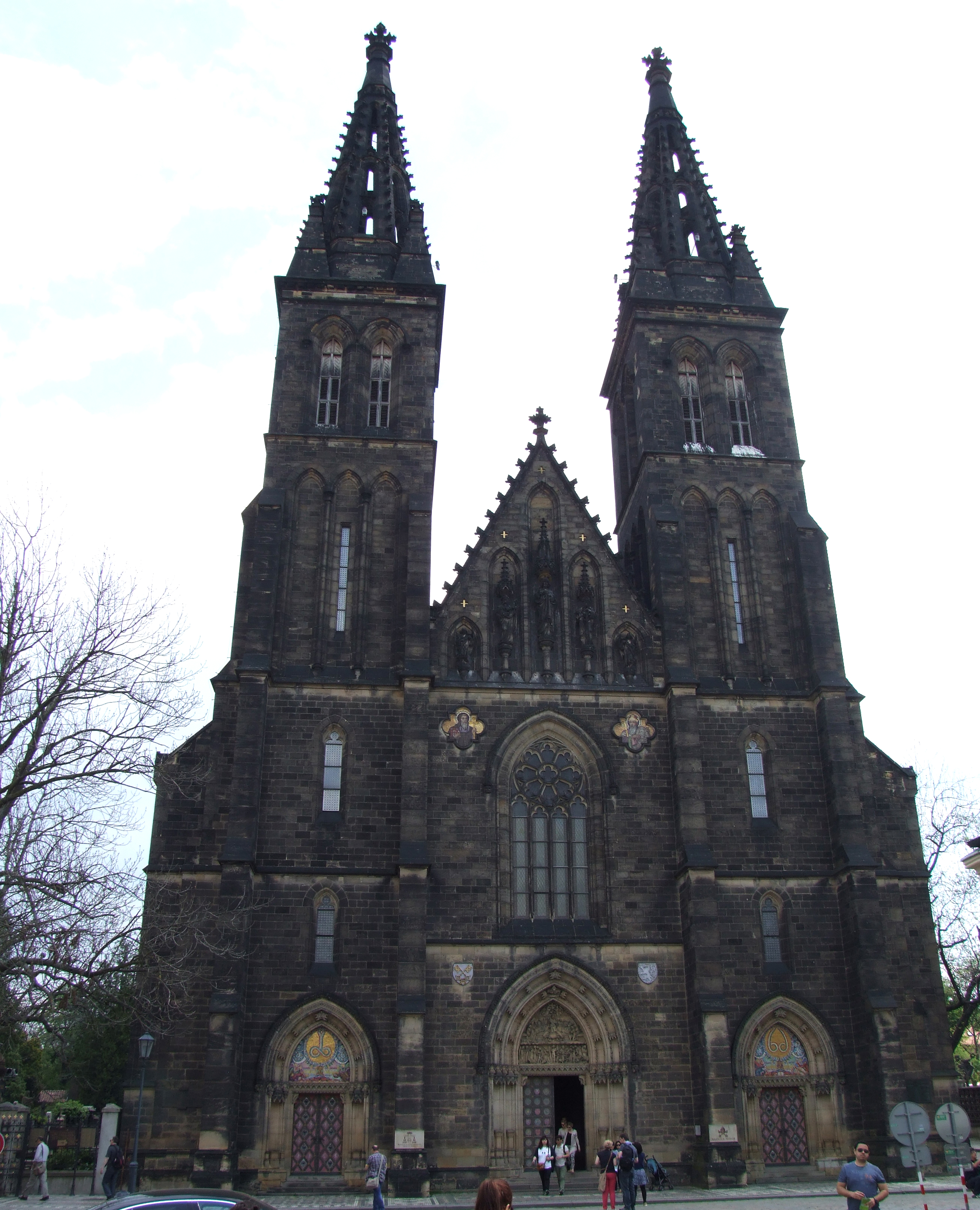
Св. Петра і Павла у Вишеграді

- Архікафедральний собор св. Віта і св. Вацлав у Празі
- Св. Хрест у Литомишлі
- Базиліка Святої Марії в Празі
- Базиліка Діви Марії в Прібрамі
- Св. Джеймс у Празі
- Св. Маргарет у Празі
- Св. Петра і св. Павло у Празі

## Дивитися також
- Католицька церква в Чехії
- Празькі єпископи та архієпископи

## Виноски
1. 1 2 3 4  Administrativní registr ekonomických subjektů
2. ↑  Міністерство культури Чеської Республіки Register of registered legal entities maintained by the Ministry of Culture
3. ↑  Praha {Prague} (Latin (or Roman) Archdiocese) [Catholic-Hierarchy]
4. ↑  Podział archidiecezji na jej oficjalnej stronie. Архів оригіналу за 22 січня 2010. Процитовано 25 квітня 2021.
5. ↑  stan na 2010
6. ↑  Wykaz głównych świątyń archidiecezji na Gcatholic